# Mario Kart 8
Mario Kart 8 is een racespel dat is ontwikkeld door Nintendo EAD en door Nintendo op 30 mei 2014 werd uitgeven voor de Nintendo Wii U.
Net als in voorgaande Mario Kart-games nemen spelers als een karakter uit het Mario-universum deel aan een race over uiteenlopende circuits geïnspireerd op of aangekleed met elementen uit het Mario-universum. Tijdens het racen kan de speler gebruik maken van power-ups (voorwerpen) die de speler een voordeel geeft of andere spelers een nadeel geeft. Mario Kart 8 introduceert met antizwaartekracht racen over muren en plafonds, en een botsing met een andere coureur levert een kleine snelheidsimpuls op.
Dit is het bestverkochte spel voor de Nintendo Wii U met 8,46 miljoen verkochte exemplaren wereldwijd op 31 maart 2022.
Mario Kart 8 Deluxe, een completere versie van Mario Kart 8, verscheen op 28 april 2017 voor de Nintendo Switch. Naast dat alle voorheen downloadbare content inbegrepen is, heeft het een uitgebreidere gevechtsmodus met nieuwe spelmodi en gevechtsarena's.
Dit is het bestverkochte spel voor de Nintendo Switch met 46,82 miljoen verkochte exemplaren wereldwijd op 30 juni 2022. Dat maakt dit een van de best verkochte spellen aller tijden.

## Gameplay
Net als in Mario Kart 7 is het voertuig uitgerust met een glijdscherm en een propeller om respectievelijk te zweven en onder water te rijden. Het glijdscherm opent zodra de speler over een blauw sprintpaneel rijdt, de propeller verschijnt zodra de speler onder water rijdt. Nieuw in Mario Kart 8 zijn de antizwaartekrachtszones: er zijn antizwaartekrachtspanelen die aangeven waar een zone begint of eindigt. Als de coureur zich in zo'n zone bevindt, kan deze bijvoorbeeld over muren racen en levert een botsing met andere racers of een botsboostpilaar een botsboots op.
Mario Kart 8 (Deluxe) maakt gebruik van het elastiekeffect (rubber-banding in het Engels) waardoor voorwerpen die een speler krijgt uit een voorwerpdoos afhankelijk van hoe groot de afstand is tot de coureur in de koppositie. Hoe verder de speler van eerste plaats verwijderd is, des te beter worden de voorwerpen die de speler uit een voorwerpdoos kan krijgen. Zo krijgt de speler bijvoorbeeld in de koppositie nooit een sprintpaddenstoel.
Naast een singleplayermodus kan er ook online in een multiplayermodus worden geracet tegen vrienden of andere spelers. Dit is niet meer mogelijk voor de Wii U versie, omdat de onlinedienst voor de Wii U werd beëindigd op 8 april 2024.

## Coureurs
In deze lijst staan alle speelbare personages voor Mario Kart 8.
In Mario Kart 8 zijn zestien coureurs van begin af aan beschikbaar en zijn veertien coureurs in willekeurige volgorde vrij te spelen door gouden bekers te winnen in de Grand Prix-modus. De downloadbare content voegt ook een aantal coureurs(varianten) toe.
Er zijn een aantal coureurs die alleen beschikbaar zijn in Mario Kart 8 Deluxe. Op Gouden Mario na zijn alle coureurs vanaf begin af aan beschikbaar. Om Gouden Mario vrij te spelen, moet de speler alle gouden bekers halen op alle niveaus in de Grand Prix-mode.
| Licht |   | Normaal                         |   | Zwaar                |   |
| --- | - | ------------------------------- | - | -------------------- | - |
| Baby Mario |   | Mario                           |   | Bowser               |   |
| Baby Luigi |   | Luigi                           |   | Donkey Kong          |   |
| Baby Peach |   | Peach                           |   | Wario                |   |
| Baby Daisy |   | Daisy                           |   | Waluigi              |   |
| Toad |   | Yoshi                           |   | Rosalina             |   |
| Koopa Troopa |   | Mii                             |   | Metalen Mario        |   |
| Shy Guy |   | Iggy Koopa                      |   | Rozegouden Peach     |   |
| Baby Rosalina |   | Ludwig von Koopa                |   | Morton Koopa Jr.     |   |
| Toadette |   | Tanuki-Mario                    | A | Roy Koopa            |   |
| Lakitu |   | Kat-Peach                       | A | Link                 | A |
| Lemmy Koopa |   | Dorpsbewoner                    | B | Dry Bowser           | B |
| Larry Koopa |   | Yoshi (acht extra kleuren)      | C | Gouden Mario         |   |
| Wendy O. Koopa |   | Inkling-jongen (drie varianten) |   | Link (extra variant) | D |
| Isabelle | B | Inkling-meisje (drie varianten) |   | King Boo             |   |
| Shy Guy (acht extra kleuren) | C | Birdo (negen kleuren)           | E |                      |   |
| Dry Bones |   |                                 |   |                      |   |
| Bowser Jr. |   |                                 |   |                      |   |
| Groen = standaard, geel = vrij te spelen, roze = downloadbare content, blauw = Mario Kart 8 Deluxe A = DLC-pakket 1, B = DLC-pakket 2, C = Beide DLC-pakket, D = Gratis uitbreiding 2, E = Circuit-uitbreidingspas |   |                                 |   |                      |   |

## Voertuigen
Net als in Mario Kart 7 wordt het voertuig uit drie onderdelen samengesteld. De speler kiest zelf zijn kart of motor, banden en glijscherm. Samen met de keuze van de coureur beïnvloed dat de statistiek. De combinatie van onderdelen heeft (zichtbaar) invloed op de snelheid, de acceleratie, het gewicht, de wegligging en op goed het voertuig offroad kan rijden. Daarnaast beïnvloed het ook de onderwatersnelheid, vliegsnelheid, anti-zwaartekrachtsnelheid, waterwegligging, luchtwegligging, anti-zwaartekrachtwegligging en mini-turbo. Dit systeem werk verder hetzelfde als in Mario Kart 7.

### Mario Kart 8
Er zijn in totaal 22 kart, 15 motoren, 21 banden en 14 glijders om uit te kiezen, wat leidt tot 10.878 combinaties. In onderstaande overzicht zijn alle onderdelen die vanaf het begin beschikbaar zijn gemarkeerd. Alle overige onderdelen (behalve gouden kart, gouden wielen en gouden vleugel) worden in willekeurige volgorde vrijgespeeld door het verzamelen munten. Bij elke 50 (tot 1000) of 100 (vanaf 1000) munten wordt een nieuw onderdeel beschikbaar. Het duurste onderdeel (uitzonderingen daargelaten) kost 2800 munten. Om de gouden kart vrij te spelen, moet de speler alle standaard gouden bekers (met minimaal één ster) halen in alle snelheidsklassen. Voor de gouden wielen moet de speler de Staff Ghosts verslaan van alle standaard circuits. De gouden vleugel kost 10.000 munten.
| Lijst van Mario Kart 8 voertuigonderdelen | Lijst van Mario Kart 8 voertuigonderdelen | Lijst van Mario Kart 8 voertuigonderdelen | Lijst van Mario Kart 8 voertuigonderdelen | Lijst van Mario Kart 8 voertuigonderdelen | Lijst van Mario Kart 8 voertuigonderdelen | Lijst van Mario Kart 8 voertuigonderdelen | Lijst van Mario Kart 8 voertuigonderdelen |
| Karts |                                           | Motoren                                   |                                           | Banden                                    |                                           | Glijscherm                                |                                           |
| --- | ----------------------------------------- | ----------------------------------------- | ----------------------------------------- | ----------------------------------------- | ----------------------------------------- | ----------------------------------------- | ----------------------------------------- |
| Standaardkart |                                           | Standaardmotor                            |                                           | Standaard                                 |                                           | Standaard*                                |                                           |
| Skelter |                                           | Megamoto Pro                              |                                           | Monster                                   |                                           | Wolkenballonnen                           |                                           |
| Mach 8 |                                           | Circuitstrijder                           |                                           | Mini                                      |                                           | Wario-vlieger                             |                                           |
| Diepzeeduiker |                                           | Ultrascooter                              |                                           | Klassiek                                  |                                           | Waddlewing                                |                                           |
| Miauwto |                                           | Turbochopper                              |                                           | Glad                                      |                                           | Peach' parasol                            |                                           |
| Sprinter 2.0 |                                           | Offroadracer                              |                                           | Metaal                                    |                                           | Parachute                                 |                                           |
| Driebander |                                           | Dreumes                                   |                                           | Knopen                                    |                                           | Glijscherm                                |                                           |
| Blingbolide |                                           | Straatjager                               |                                           | Offroad                                   |                                           | Bloem                                     |                                           |
| Paradepaardje |                                           | Yoshi-crosser                             |                                           | Sponzen                                   |                                           | Bowser-vlieger                            |                                           |
| Biddybuggy |                                           | Triforcer                                 | A                                         | Hout                                      |                                           | Zweefvliegtuig                            |                                           |
| Flitsfregat |                                           | Triforcer Zero                            | D                                         | Poefen                                    |                                           | MKTV-glijscherm                           |                                           |
| Koploper |                                           | Stadscooter                               | B                                         | Standaard (blauw)                         |                                           | Gouden vleugel                            |                                           |
| Topsporter |                                           | Standaardquad                             |                                           | Monster (funky)                           |                                           | Hyliaanse vlieger                         | A                                         |
| Gouden kart |                                           | Wiggler-quad                              |                                           | Mini (lichtblauw)                         |                                           | Zweefzeil                                 | D                                         |
| GLA | C                                         | Knuffelquad                               |                                           | Klassiek (rood)                           |                                           | Papieren vliegtuig                        | B                                         |
| W 25 Zilverpijl | C                                         | Dry-wieler                                | B                                         | Glad (paars)                              |                                           |                                           |                                           |
| 300 SL Roadster | C                                         | Kladderquad                               |                                           | Offroad (retro)                           |                                           |                                           |                                           |
| Blue Falcon | A                                         | Tornado                                   |                                           | Gouden wielen                             |                                           |                                           |                                           |
| Turbo-Tanuki | A                                         |                                           |                                           | GLA-wielen                                | C                                         |                                           |                                           |
| Sprinter | A                                         |                                           |                                           | Triforce                                  | A                                         |                                           |                                           |
| Sjeesbeestje | B                                         |                                           |                                           | Geavanceerd                               | D                                         |                                           |                                           |
| Vleugelflitser | B                                         |                                           |                                           | Crossing                                  | B                                         |                                           |                                           |
| Koopa-clown |                                           |                                           |                                           |                                           |                                           |                                           |                                           |
| Groen = standaard, geel = vrij te spelen, roze = downloadbare content, blauw = Mario Kart 8 Deluxe A = DLC-pakket 1, B = DLC-pakket 2, C = Gratis uitbreiding 1, D = Gratis uitbreiding 2 |                                           |                                           |                                           |                                           |                                           |                                           |                                           |

### Mario Kart 8 Deluxe
Voertuigonderdelen die in Mario Kart 8 alleen beschikbaar waren door uitbreidingen zijn standaard inbegrepen in Mario Kart 8 Deluxe. In deze versie van de game zijn nog eens zes (waarvan drie door een gratis update) extra onderdelen toegevoegd. Er zijn in totaal 23 kart, 18 motoren, 22 banden en 15 glijders om uit te kiezen, wat leidt tot 13.530 combinaties. Er zijn andere onderdelen dan in Mario Kart 8 vanaf begin af aan beschikbaar. Ook is het aantal benodigde munten voor nieuwe onderdelen anders, elk nieuw onderdeel kost nu 30 (tot 450), 50 (1500) of 100 munten (vanaf 1500) munten. Het duurste standaard onderdeel kost 3100 munten. Om de gouden kart vrij te spelen, moet de speler alle standaard gouden bekers (met minimaal één ster) halen in de spiegelklasse. Voor de gouden wielen moet de speler de Staff Ghosts verslaan van alle standaard circuits op 150cc. De gouden vleugel kost 5.000 munten.
| Lijst van Mario Kart 8 voertuigonderdelen                                                      | Lijst van Mario Kart 8 voertuigonderdelen | Lijst van Mario Kart 8 voertuigonderdelen | Lijst van Mario Kart 8 voertuigonderdelen | Lijst van Mario Kart 8 voertuigonderdelen | Lijst van Mario Kart 8 voertuigonderdelen | Lijst van Mario Kart 8 voertuigonderdelen | Lijst van Mario Kart 8 voertuigonderdelen |
| Karts                                                                                          | X                                         | Motoren                                   | X                                         | Banden                                    | X                                         | Glijscherm                                | X                                         |
| ---------------------------------------------------------------------------------------------- | ----------------------------------------- | ----------------------------------------- | ----------------------------------------- | ----------------------------------------- | ----------------------------------------- | ----------------------------------------- | ----------------------------------------- |
| Standaardkart                                                                                  |                                           | Standaardmotor                            |                                           | Standaard                                 |                                           | Standaard                                 |                                           |
| Skelter                                                                                        |                                           | Megamoto Pro                              |                                           | Monster                                   |                                           | Wolkenballonnen                           |                                           |
| Mach 8                                                                                         |                                           | Circuitstrijder                           |                                           | Mini                                      |                                           | Wario-vlieger                             |                                           |
| Diepzeeduiker                                                                                  |                                           | Ultrascooter                              |                                           | Klassiek                                  |                                           | Waddlewing                                |                                           |
| Miauwto                                                                                        |                                           | Turbochopper                              |                                           | Glad                                      |                                           | Peach' parasol                            |                                           |
| Sprinter 2.0                                                                                   |                                           | Offroadracer                              |                                           | Metaal                                    |                                           | Parachute                                 |                                           |
| Driebander                                                                                     |                                           | Dreumes                                   |                                           | Knopen                                    |                                           | Glijscherm                                |                                           |
| Blingbolide                                                                                    |                                           | Straatjager                               |                                           | Offroad                                   |                                           | Bloem                                     |                                           |
| Paradepaardje                                                                                  |                                           | Yoshi-crosser                             |                                           | Sponzen                                   |                                           | Bowser-vlieger                            |                                           |
| Biddybuggy                                                                                     |                                           | Triforcer                                 |                                           | Hout                                      |                                           | Zweefvliegtuig                            |                                           |
| Flitsfregat                                                                                    |                                           | Triforcer Zero                            | D                                         | Poefen                                    |                                           | MKTV-glijscherm                           |                                           |
| Koploper                                                                                       |                                           | Stadscooter                               |                                           | Standaard (blauw)                         |                                           | Gouden vleugel                            |                                           |
| Topsporter                                                                                     |                                           | Standaardquad                             |                                           | Monster (funky)                           |                                           | Hyliaanse vlieger                         |                                           |
| Gouden kart                                                                                    |                                           | Wiggler-quad                              |                                           | Mini (lichtblauw)                         |                                           | Zweefzeil                                 | D                                         |
| GLA                                                                                            |                                           | Knuffelquad                               |                                           | Klassiek (rood)                           |                                           | Papieren vliegtuig                        |                                           |
| W 25 Zilverpijl                                                                                |                                           | Dry-wieler                                |                                           | Glad (paars)                              |                                           |                                           |                                           |
| 300 SL Roadster                                                                                |                                           | Kladderquad                               |                                           | Offroad (retro)                           |                                           |                                           |                                           |
| Blue Falcon                                                                                    |                                           | Tornado                                   |                                           | Gouden wielen                             |                                           |                                           |                                           |
| Turbo-Tanuki                                                                                   |                                           |                                           |                                           | GLA-wielen                                |                                           |                                           |                                           |
| Sprinter                                                                                       |                                           |                                           |                                           | Triforce                                  |                                           |                                           |                                           |
| Sjeesbeestje                                                                                   |                                           |                                           |                                           | Geavanceerd                               | D                                         |                                           |                                           |
| Vleugelflitser                                                                                 |                                           |                                           |                                           | Crossing                                  |                                           |                                           |                                           |
| Koopa-clown                                                                                    |                                           |                                           |                                           |                                           |                                           |                                           |                                           |
| Groen = standaard, geel = vrij te spelen, roze = downloadbare content D = Gratis uitbreiding 2 |                                           |                                           |                                           |                                           |                                           |                                           |                                           |

## Circuits
In deze lijst staan alle speelbare circuits voor Mario Kart 8 (Deluxe).

### Standaard
Paddenstoelbeker
- Mario Kart-Stadion
- Waterpretpark
- Zoetekauwcanyon
- Thwomps Tempel

Bloemenbeker
- Mario's Circuit
- Toad-Baai
- Boo's Duizelhuis
- Shy Guys Kristalmijn

Sterrenbeker
- Sunshine Airport
- Dolfijnenparadijs
- Electrodome
- Wario's Winterberg

Speciale beker
- Wildewolkenweg
- Dry Bowsers Woestijn
- Bowsers Kasteel
- Regenboogbaan

Schildbeker
- Wii Boe-Boe-Boerenland
- GBA Mario's Circuit
- NDS Cheep Cheep-Strand
- N64 Toads Tolweg

Bananenbeker
- GCN Zinderende Zandvlakte
- SNES Donutvlakte 3
- N64 Koninklijke Kartbaan
- 3DS DK's Jungle

Blaadjesbeker
- NDS Wario's Stadion
- GCN IJzige IJsbaan
- 3DS Muziekcircuit
- N64 Yoshi's Vallei

Bliksembeker
- NDS Tik-Tak-Klok
- 3DS Piranha Plant-Parkoers
- Wii Dondervulkaan
- N64 Regenboogbaan

### Downloadbare content (DLC)
De DLC-circuits zijn standaard inbegrepen in Mario Kart 8 Deluxe.
Eierbeker
- GCN Yoshi's Circuit
- Excitebike-Arena
- Drakendreef
- Mute City

Triforce-beker
- Wii Wario's Goudmijn
- SNES Regenboogbaan
- Toads Poolbasis
- Hyrule-Circuit

Crossing-beker
- GCN Babypark
- GBA Kaasland
- Wervelwoud
- Animal Crossing

Superbelbeker
- 3DS Bowser City
- GBA Sprintlint
- Mario's Metro
- Big Blue

### Circuit-uitbreidingspas
De circuit-uitbreidingspas is enkel beschikbaar voor Mario Kart 8 Deluxe.
Goudensprintbeker
- Tour Parijs-Promenade
- 3DS Toads Circuit
- N64 Chocokloof
- Wii Kokosnootplaza

Gelukskatbeker
- Tour Tokio-Toer
- DS Paddenstoelenpas
- GBA Wolkenhof
- Ninjaschool

Knollenbeker
- Tour New York Drive
- SNES Mario Circuit 3
- N64 Wildwestwoestijn
- DS Waluigi's Flipperkast

Propellerbeker
- Tour Sydney-Sprint
- GBA Sneeuwland
- Wii Paddenstoelengrot
- Stracciatellastraat

Rotsbeker
- Tour Londen-Ronde
- GBA Boo-Bruggen
- 3DS Kampioensberg
- Wii Wigglers Woud

Maanbeker
- Tour Berlijn-Bezoek
- DS Peach' Paleistuin
- Dennenboomdorp
- 3DS Regenboogbaan

Fruitbeker
- Tour Afslag Amsterdam
- GBA Rivieroever
- Wii DK's Skipark
- Yoshi's Eiland

Boemerangbeker
- Tour Bangkok-Break
- DS Mario's Circuit
- GCN Waluigi's Stadion
- Tour Singapore-Skyline

Veerbeker
- Tour Athene-Trip
- GCN Daisy's Cruiseschip
- Wii Maanlichtlaan
- Badderbaan

Kersenbeker
- Tour Los Angeles-Boulevard
- GBA Schemersteppe
- Wii Kaap Koopa
- Tour Vancouver-Route

Eikenbeker
- Tour Rome-Run
- GCN DK-Gebergte
- Wii Daisy's Circuit
- Piranha Plant-Lagune

Spiny-beker
- Tour Madrid-Rit
- 3DS Rosalina's IJsplaneet
- SNES Bowsers Kasteel 3
- Wii Regenboogbaan

## Gevechtsmodi en -arena's
In Mario Kart 8 Deluxe heeft waar de speler keus heeft uit vijf gevechtsmodi: ballongevecht, boevenjacht, Bomb-omb-bende, muntengevecht en zonnestrijd, in tegenstelling tot Mario Kart 8 waar ballongevecht de enige gevechtsmodus is. Voor aanvang van het gevecht kunnen de spelstand (ieder voor zich, in teams), beschikbare voorwerpen (normaal, hectische stand, ervaren), tijdsduur per ronde (1 t/m 5 minuten), moeilijkheidsgraad van de tegenstanders (makkelijk, normaal, moeilijk), beschikbare voertuigen (alles, karts, motoren), de te spelen gevechtsarena's (willekeurig, op volgorde, naar keuze) en de te spelen aantal rondes (4, 6, 8, 12, 16, 24) worden ingesteld.
In een ballongevecht krijgt elke coureur drie ballonnen. De speler probeert door middel van voorwerpen ballonnen van anderen kapot te maken, want elke kapotte ballon levert één punt op. Door een superpaddenstoel te gebruiken en te botsen met een andere coureur, pakt een coureur een ballon af. Dat levert geen punt op, maar wel een extra ballon. In Mario Kart 8 ligt een speler zonder ballonnen uit het spel. De speler keert terug als ghost en kan geen punten meer verdienen, maar nog steeds voorwerpen gebruiken. In Mario Kart 8 Deluxe zijn de spelregels anders: elke coureur heeft niet drie, maar vijf ballonnen. Als een coureur geen ballonnen meer heeft, verliest deze de helft van zijn punten en krijgt deze (slechts) drie nieuwe ballonnen.
De boevenjacht maakt zijn debuut in Mario Kart 8 Deluxe. In deze spelmodus worden de coureurs op gedeeld in twee teams: de boeven en de agenten. Elke agent krijgt een Piranha Plant in een pot waarmee hij een boef kan vangen en naar de cel kan brengen. Niet gevangengenomen coureurs kunnen de gevangenen bevrijden door over de sleutelschakelaar te rijden. De boeven winnen als ze niet allemaal tegelijk gevangen worden genomen voor de tijd om is.
Bom-omb-bende is een gevechtsmodus die terugkeert uit Mario Kart: Double Dash!!, maar met andere spelregels. In Mario Kart 8 Deluxe zijn de spelregels hetzelfde als die van ballongevecht, maar zijn Bom-ombs het enige voorwerp dat de speler kan oprapen. Een coureur kan maximaal tien bommen tegelijk vasthouden.
Bij een muntengevecht draait het erom wie er eindigt met de meeste munten. Op veel plekken in de gevechtsarena ligt een munt, die door de coureurs opgepakt kant worden. Met voorwerpen kan de speler zorgen dat andere coureurs munten verliezen. In tegenstelling tot Mario Kart 7 is er geen limiet van tien munten per coureur.
Ook zonnestrijd is een gevechtsmodus die terugkeert uit Mario Kart: Double Dash!!, maar met andere spelregels. In de gevechtsarena verschijn op een willekeurige plek een zon (Shine Sprite, bekend uit Super Mario Sunshine). Zodra een coureur deze opraapt begint zijn (team)teller af te lopen, van 20 (solo) of 30 (team) naar nul. Wie zijn teller als eerst op nul heeft wint. Als een speler wordt geraakt, verliest hij de zon en kan een ander deze oprapen. Het getal op de teller is niet in seconden, elke tik duurt ongeveer twee seconden. Als de speler de zon verliest met minder dan vijf tikken op de teller, wordt deze teruggezet naar vijf.
In Mario Kart 8 wordt de strijd in de gevecht-modus niet gestreden in gevechtsarena's, maar op bestaande circuits. Met de komst van de Deluxe-versie werden ze vervangen voor gevechtsarena's.
Mario Kart 8
- Wii Boe-Boe-Boerenland
- GCN Zinderende Zandvlakte
- SNES Donutvlakte 3
- N64 Toads Tolweg

-
- Mario's Circuit
- Toad-Baai
- GCN IJzige IJsbaan
- N64 Yoshi's Vallei

Mario Kart 8 Deluxe
- Gevechtsstadion
- Zoetekauwkasteel
- Drakendojo
- Maanbasis

-
- 3DS Wuhu-Stad
- GCN Luigi's Landgoed
- SNES Gevechtsarena 1
- Forelviaduct

## Voorwerpen
In Mario Kart 8 keren twaalf voorwerpen uit voorgaande Mario Kart-games terug en zijn er vier nieuwe voorwerpen (boemerang-bloem, mega-8, Piranha Plant in een pot, superclaxon). Met een driedubbele-versie van vier voorwerpen komt het totaal aantal voorwerpen in Mario Kart 8 op twintig. In Mario Kart 8 Deluxe keren ook Boo en Capeveer terug.
Met de boemerang-bloem krijgt de coureur de mogelijkheid om driemaal een boemerang te gooien om zo tegenstanders te proberen te vertragen. De Piranha Plant in een pot hapt wild om zicht heen en probeert andere coureurs en obstakels te happen. Elke keer als de plant hapt, krijgt de coureur een kleine boost. De superclaxon creëert een schokgolf die alle obstakels en mede coureurs die dichtbij zijn raakt. Het is het enige voorwerp dat (naast een groen schild en een rood schild) een Spiny-schild kan vernietigen. De mega-8 geeft in een klap acht voorwerpen (munt, groen schild, rood schild, Blooper, superster, superpaddenstoel, Bob-omb, banaan) die om de kart cirkelen en één voor één gebruikt kunnen worden. Dit item is een variant van de super-7 uit Mario Kart 7.
Tegelijk met de derde set van de circuit-uitbreidingspas verscheen een gratis update met twee belangrijke veranderingen. De speler kan nu zelf kiezen welke voorwerpen beschikbaar zijn tijdens het racen in de versus-modus. Daarnaast zorgt de bliksemschicht er niet langer voor dat de coureur uit de lucht valt wanneer deze de glider gebruikt terwijl een ander dit item gebruikt.

## Uitbreidingen

### Downloadbare content (DLC)
Mei 2014 maakte Nintendo bekend een deal te hebben gesloten met Mercedes. Later dat jaar kreeg Mario Kart 8 het gratis Mercedez-Benz x Mario Kart 8 waarmee drie modellen van Mercedes-Benz worden toegevoegd als kart.
Er is tegen betaling downloadbare content beschikbaar om Mario Kart 8 uit te breiden met extra circuits, coureurs en voertuigen. De DLC-pakketten The Legend of Zelda x Mario Kart 8 en Animal Crossing x Mario Kart 8 voegen ieders drie nieuwe coureurs toe aan Mario Kart 8. Na aanschaf van beide DLC-pakketten zijn een groene, lichtblauwe, zwarte, rode, gele, witte, blauwe, roze en oranje variant van Yoshi en Shy Guy beschikbaar.
Tegelijk met Animal Crossing x Mario Kart 8 verscheen er ook een gratis update die een 200CC-mode toevoegt.
Op 19 juli 2018 verscheen het gratis Mario Kart 8 Deluxe x The Legend of Zelda: Breath of the Wild.
| Pakketomschrijving                      | Beker 1        | Beker 2        | Verschijningsdatum | Opmerking                                                                    |
| --------------------------------------- | -------------- | -------------- | ------------------ | ---------------------------------------------------------------------------- |
| Gratis uitbreiding 1 Mercedes-Benz      | n.v.t.         | n.v.t.         | 27 augustus 2014   | Nieuwe voertuigen Inbegrepen in Mario Kart 8 Deluxe                          |
| DLC-pakket 1 The Legend of Zelda        | Eierbeker      | Triforce-beker | 13 november 2014   | Inbegrepen in Mario Kart 8 Deluxe                                            |
| DLC-Pakket 2 Animal Crossing            | Crossing-beker | Superbelbeker  | 23 april 2015      | Inbegrepen in Mario Kart 8 Deluxe                                            |
| Gratis uitbreiding 2 Breath of the Wild | n.v.t.         | n.v.t.         | 19 juli 2018       | Nieuwe coureur en nieuw voertuig Alleen beschikbaar voor Mario Kart 8 Deluxe |

### Circuit-uitbreidingspas
In de Nintendo Direct van februari 2022 werd de circuit-uitbreidingspas voor Mario Kart 8 Deluxe bekendgemaakt. De circuit-uitbreidingspas voegt 48 circuits toe aan Mario Kart 8 Deluxe. Deze uitbreidingspas is inbegrepen bij het Nintendo Switch Online + Uitbreidingspakket-abonnement, maar ook los te koop als downloadbare content (DLC). Voor het eind van 2023 moeten zes sets met elk acht circuits verschijnen. In totaal komt het aantal circuits in Mario Kart 8 Deluxe daarmee op 96. De uitbreiding bevat circuits uit eerdere Mario Kart-games, waaronder Mario Kart Tour. Daarmee zijn circuits uit de mobiele game voor het eerst speelbaar op een console. Voor de tweede set werd Stracciatellastraat als gloednieuw circuit gepromoot, maar ook deze verscheen kort daarna in Mario Kart Tour.
| Set | Beker 1           | Beker 2        | Verschijningsdatum | Opmerking                                |
| --- | ----------------- | -------------- | ------------------ | ---------------------------------------- |
| 1   | Goudensprintbeker | Gelukskatbeker | 18 maart 2022      |                                          |
| 2   | Knollenbeker      | Propellerbeker | 4 augustus 2022    |                                          |
| 3   | Rotsbeker         | Maanbeker      | 7 december 2022    |                                          |
| 4   | Fruitbeker        | Boemerangbeker | 9 maart 2023       | Birdo (negen kleuren) als nieuwe coureur |
| 5   | Veerbeker         | Kersenbeker    | 12 juli 2023       |                                          |
| 6   | Eikenbeker        | Spiny-beker    | 9 november 2023    |                                          |

## Ontvangst
| Recensiescore | Recensiescore          |
| Publicist     | Score                  |
| ------------- | ---------------------- |
| Gamer.nl      | WiiU: 90%, Switch: 95% |
| IGN Benelux   | WiiU: 92%, Switch: 95% |
| Tweakers      | WiiU: 90%, Switch: 85% |
| XGN           | WiiU: 85%, Switch: 90% |

### Recensies
De Nintendo Wii U-versie van Mario Kart 8 wordt geprezen om hoe mooi het eruitziet: "Alle kleuren springen eruit en het oog voor detail is fantastisch" (IGN Benelux), "er zijn erg veel grafische details te zien, tot aan de wapperende snorharen van de racende Mario aan toe" (Tweakers) en "Iets wat direct opvalt [..] zijn de schitterende graphics. Het Mushroom Kingdom en zijn inwoners hebben er nog nooit zo florissant uitgezien." (XGN)
De toevoeging van antizwaartekracht is leuk, maar voegt weinig toe. Tweakers schrijft dat "Nintendo het beeld met je positie mee laat draaien" en dat is "jammer eigenlijk, want daardoor heb je af en toe nauwelijks door dat je op z'n kop rijdt." Ook volgens IGN Benelux merkt de speler "tijdens het rijden vrij weinig van deze vernieuwing doordat de camera altijd achter de kart blijft hangen." XGN benoemt hetzelfde: "De camera blijft achter je personage en voor je gevoel verandert er weinig tot niets."
Een grote tegenvaller in Mario Kart 8 is de gevechtsmodus. Dat er geen gevechtsarena's zijn (maar enkel leeggehaalde circuits), is "zonde", volgens Gamer, "want de omlopen lenen zich simpelweg niet voor de spannende achtervolgingen en knokpartijen waar het Battle-speltype in het verleden voor stond." Tweakers beaamt dat: "[..] als er nog twee coureurs overblijven, kan het erg lang duren voordat die twee elkaar tegenkomen, waardoor potjes dreigen te eindigen in een onbevredigend gelijkspel."
Het grootste probleem in Mario Kart 8 is het gebrek aan een goede gevechtsmodus, maar "dit probleem meer dan opgelost" (XGN) in Mario Kart 8 Deluxe en de gevechtsmodus voelt "beter en chaotischer (op een goede manier) dan ooit" (XGN). IGN Benelux schrijft hierover: "Dit grootste probleem is nu opgelost. Met acht nieuwe levels en vijf nieuwe modi is het de battle-modus geworden die we eigenlijk al in de oorspronkelijke release hadden moeten hebben." Gamer beaamt dat: "De grootste vernieuwing [..] zit hem in een op de schop genomen Battle Mode".

### Verkoopcijfers
Zowel op de Wii U (met 8,46 miljoen verkochte exemplaren wereldwijd op 31 maart 2022) als de Nintendo Switch (met 46,82 miljoen verkochte exemplaren wereldwijd op 30 juni 2022) is Mario Kart 8 (Deluxe) het best verkochte spel. Op 30 juni 2022 waren er 13,56 miljoen Wii U's en 111,08 miljoen Nintendo Switchen verkocht. Dat betekent dat zo'n 62% van de Wii U-bezitters en 42% van de Nintendo Switch-bezitters een exemplaar van Mario Kart 8 (Deluxe) bezit.

## Trivia
- Anders dan in Mario Kart Wii kan de speler niet zelf een wheelie meer doen. De coureur doet wel een wheelie als deze over een sprintpaneel rijdt, een superstart heeft of een superpaddenstoel gebruikt.[27]
- Motoren kunnen anders dan in Mario Kart Wii een super-miniturbo krijgen door te driften.[27]
- Een motor heeft niet standaard betere statistieken dan een kart zoals in Mario Kart Wii het geval was, dat is nu afhankelijk van de samenstelling van het voertuig.[27]
- De acht in het logo van Mario Kart 8 (Deluxe) is een möbiusband.
- Mario's Circuit is een möbiusband die zo is gevormd dat de kaartweergave van het circuit een acht is.
- Mario Kart 8 (Deluxe) was tot de komst van de circuit-uitbreidingspas de eerst Mario Kart-game waarin de muziek voor elk circuit uniek is.[28]
- Al lijkt de muziek van Mario Kart Stadium en Mario Circuit veel op elkaar, ze zijn niet hetzelfde. De circuit-uitbreidingspas voegt Waluig's Flipperkast toe. Dat circuit heeft dezelfde achtergrondmuziek als Wario's Stadion.[28]
- Dit is de eerste Mario Kart waarbij georkestreerde/live-opgenomen muziek wordt gebruikt.[28]